# 무안 목우암 삼존불
무안 목우암 삼존불(務安 牧牛庵 三尊佛)은 대한민국 전라남도 무안군 몽탄면 달산리, 목우암에 있는 삼존불이다. 1988년 12월 21일 전라남도의 문화재자료 제172호로 지정되었다.

## 개요
전라남도 무안군 몽탄면 달산리 목우암의 ㄷ자형 법당 안에 모셔진 삼존불(三尊佛)로, 양 옆에 관세음보살과 대세지보살이 협시로 서 있어 본존불이 아미타불임을 알 수 있다. 삼존불은 나무로 만들었으며 보존 상태는 비교적 양호한 편이다.
본존불은 갸름한 타원형의 얼굴에 미소가 감돌고 있는 온화하고 부드러운 인상이다. 손은 엄지와 가운데 손가락을 맞대고 있는 모양으로 아미타불의 일반적인 손모양을 표현하였다. 양 어깨에 걸친 옷은 오른쪽 어깨에서 몇 가닥의 옷주름이 등 뒤로 넘어가고 있으며, 배 아래에는 U자형 주름이 표현되고 있는데 그 사이에는 속옷 자락이 보인다. 앉아있는 다리의 무릎 폭은 비교적 넓으며, 어깨에서부터 내려오는 옷자락이 무릎 중앙에서 겹쳐지고 있다.
양 옆의 관세음보살과 대세지보살은 머리에 보관(寶冠)을 쓰고 있으며, 화려한 옷으로 장식되어 있다. 대세지보살은 왼손에 상자를 가볍게 쥐고 있으며, 관세음보살은 왼팔에 옷자락을 걸치고 오른손은 길게 늘어뜨려 물병을 들고 있다.
조선 후기에 만들어진 것으로 추정되는 이 작품은 U자형의 옷주름이나 연꽃모양의 속옷 자락, 잔잔한 미소가 감도는 타원형의 얼굴 등에서 아직은 조선 초기의 양식이 남아 있다. 아미타본존불에 관세음보살과 대세지보살이 협시보살로 있는 특이한 예를 보여주고 있는 귀중한 자료이다.

## 참고 문헌
- 목우암삼존불 - 국가유산청 국가유산포털